# Insomniac (álbum de Enrique Iglesias)
Insomniac es el nombre del octavo álbum de estudio y cuarto álbum realizado en inglés grabado por el cantante y compositor español Enrique Iglesias. Fue lanzado al mercado por el compañía discográfica Interscope el 11 de junio de 2007 en el Reino Unido y el 12 de junio de 2007 en los Estados Unidos. El álbum estuvo bajo la producción de John Shanks, Kristian Lundin, Sean Garrett, Anders Bagge, Mark Taylor, Stargate, y Maratone. Al igual que contiene la primera colaboración con un rapero (Lil' Wayne). Este álbum fue realizado de forma diferente a sus anteriores grabaciones, ya que incorpora un poco más de estilo pop contemporáneo al contrario que en sus otros discos, también se encuentran elementos del Hip hop y el R&B.

## Lista de canciones
1. Ring My Bells
2. Push (Featuring Lil' Wayne)
3. Do You Know? (The Ping Pong Song)
4. Somebody's Me
5. On Top Of You
6. Tired Of Being Sorry
7. Miss You
8. Wish I Was Your Lover
9. Little Girl
10. Stay Here Tonight
11. Sweet Isabel
12. Don't You Forget About Me
13. Dímelo (Do You Know? (The Ping Pong Song))
14. Alguien Soy Yo (Somebody's Me)
15. Amigo Vulnerable (Tired Of Being Sorry)

## Temas extra
1. Baby Hold On  (Meta Bonus Track)
2. Hero(Thunderpuss Edit) ((Europa, Asia y Brasil Bonus Track)
3. Not In Love ((con Kelis) (Armand Van Helden Club Mix) (European Bonus Track)
4. Can You Hear Me? ((UEFA Euro 2008 Theme Song) (Bonus Track Relanzamiento)
5. Le Destin L'Laisse emporter ((con Nâdiya) (Relanzamiento Bonus Track)
6. Do You Know? (The Ping Pong Song) ((Ralphi Rosario y Craig CJ Radio Edit) (Bonus Track Relanzamiento)

La reedición de la India incluye un DVD con videos musicales de las canciones "Do You Know", "Somebody's Me", "Tired of Being Sorry" y "Push" (con Lil Wayne).

## Listas y certificaciones
| Listas (2007)                      | Posición |
| ---------------------------------- | -------- |
| Australian Albums Top 50           | 44       |
| Austria Albums Top 75              | 14       |
| Bélgica (Flandes) Albums Chart     | 38       |
| Bélgica (Valonia) Albums Chart     | 47       |
| Dinamarca Albums Top 40            | 5        |
| Holanda Top 100 Albums Charts      | 6        |
| Mitä hittiä                        | 16       |
| Francia Albums Top 150             | 36       |
| Alemania Albums Top 50             | 14       |
| Hungría Albums Top 40              | 31       |
| Irish Albums Top 75                | 16       |
| Italia Top 100 Albums Chart        | 43       |
| Méjico Top 100 Albums Chart        | 4        |
| México International Top 20 Album] | 1        |
| Polonia Zpav/Olis Album Chart      | 13       |
| Rusia Album Chart                  | -        |
| Productores de Música de España    | 8        |
| Suecia Top 60 Albums Charts        | 24       |
| Swiss Music Charts                 | 8        |
| UK Albums Chart                    | 3        |
| EE. UU. Billboard 200              | 17       |

| País        | Certificaciones | Ventas  |
| ----------- | --------------- | ------- |
| Irlanda     | Platino         | 15 000  |
| México      | Oro             | 50 000  |
| Polonia     | Oro             | 20 000  |
| Rusia       | 6x Platino      | 120 000 |
| Reino Unido | Oro             | 200 000 |